# دلار رودزیا
دلار رودزیا (به انگلیسی: Rhodesian dollar) یکای پول رایج در کشور رودزیا بود.